# بازنشستگی شاتل فضایی

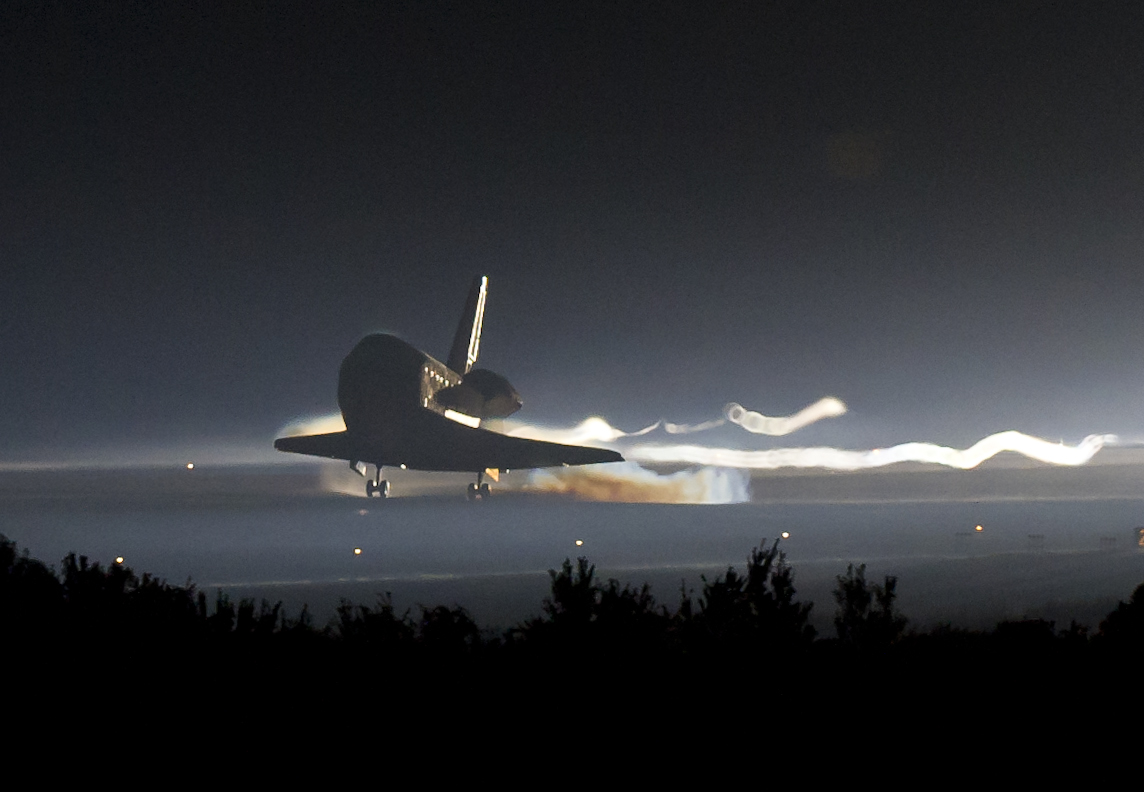
لحظه فرود شاتل آتلانتیس در پایگاه فضایی کندی در طی مأموریت اس‌تی‌اس-۱۳۵، با فرود این فضاپیما پرونده مأموریت‌های شاتل‌های فضایی برای همیشه بسته شد.

بازنشستگی شاتل فضایی (انگلیسی: Space Shuttle retirement) بازنشستگی ناوگان شاتل فضایی ناسا در سال ۲۰۱۱ تحقق یافت. در این میان، فضاپیمای دیسکاوری اولین فضاپیما از ۳ فضاپیمای عملیاتی و فعال شاتل بود که پس از مأموریت اس‌تی‌اس-۱۳۳ بازنشسته شد. این فضاپیما، آخرین مأموریت خود را در ۹ مارس ۲۰۱۱ به پایان رساند. فضاپیمای اندور همین پروسه را در قالب مأموریت اس‌تی‌اس-۱۳۴ و در تاریخ ۱ ژوئن به انجام رساند و سرانجام، آخرین مأموریت شاتل فضایی در قالب پروژه اس‌تی‌اس-۱۳۵ نیز با فرود فضاپیمای آتلانتیس در ۲۱ ژوییه تکمیل و متعاقب آن، برنامه شاتل‌های فضایی پس از ۳۰ سال بسته شد.
شاتل در سال ۱۹۷۲ به عنوان یک وسیلهٔ حمل‌ونقل فضایی به عموم مردم معرفی و ارائه گردید. از پروژه شاتل فضایی فارغ از مسائل و موارد کاربری دیگر، عمدتاً برای ساخت ایستگاه فضایی ایالات متحده در مدار نزدیک زمین و در اوایل دهه ۱۹۹۰ استفاده می‌گردید. عمر کاربری و عملیاتی شاتل فضایی با تغییرات بنیادی تا چندین مرتبه و تا سال ۲۰۱۱ تمدید شده بود. حوالی سال ۲۰۱۰ میلادی بود که پروژه بازنشستگی شاتل‌ها رسماً برنامه‌ریزی شد. در عین‌حال، سخت‌افزار توسعه‌یافته و ماژول‌های مختلف و ارزشمند در رابطه با پروژه شاتل‌ها با پایان این برنامه و بازنشستگی، صرف اهداف مختلفی از جمله اهدا، عدم استفاده یا بازیافت و همین‌طور استفاده مجدد گردید که نمونه‌ای از این استفاده مجدد را می‌توان در یکی از ۳ ماژول راهبردی چند منظوره به نام لئوناردو و تبدیل کاربری آن به یک ماژول دائمی برای ایستگاه فضایی بین‌المللی مشاهده کرد.

## نگارخانه

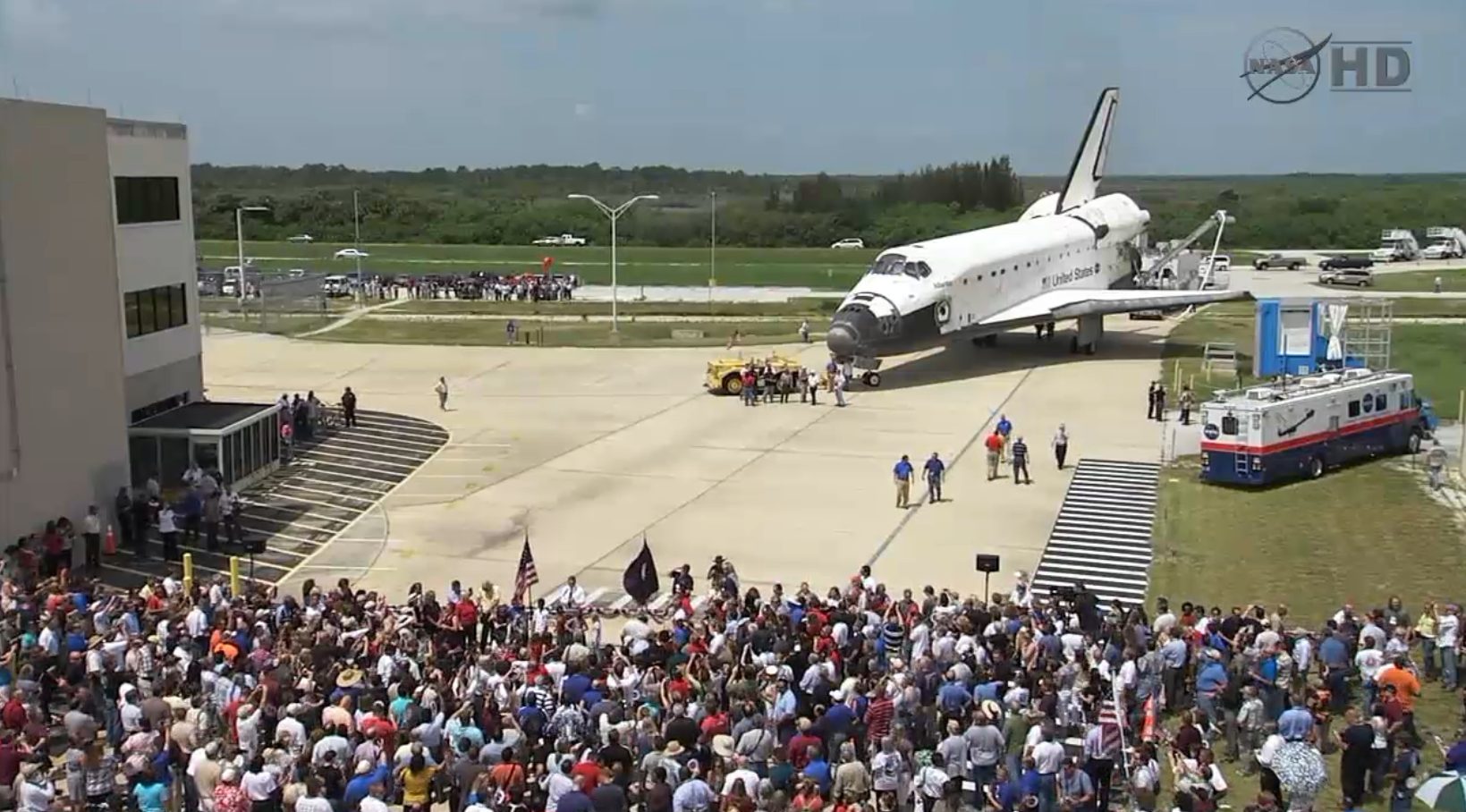
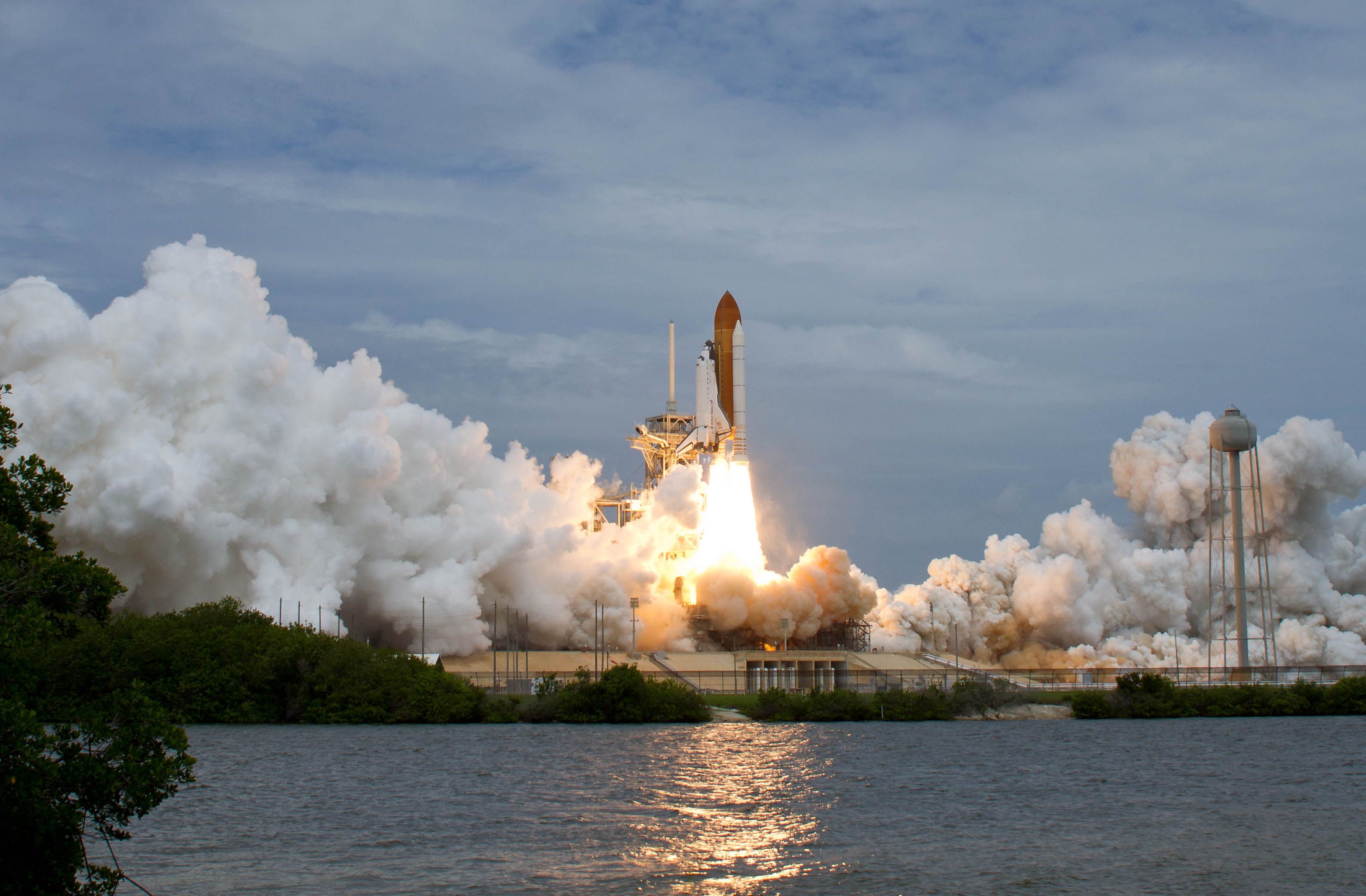
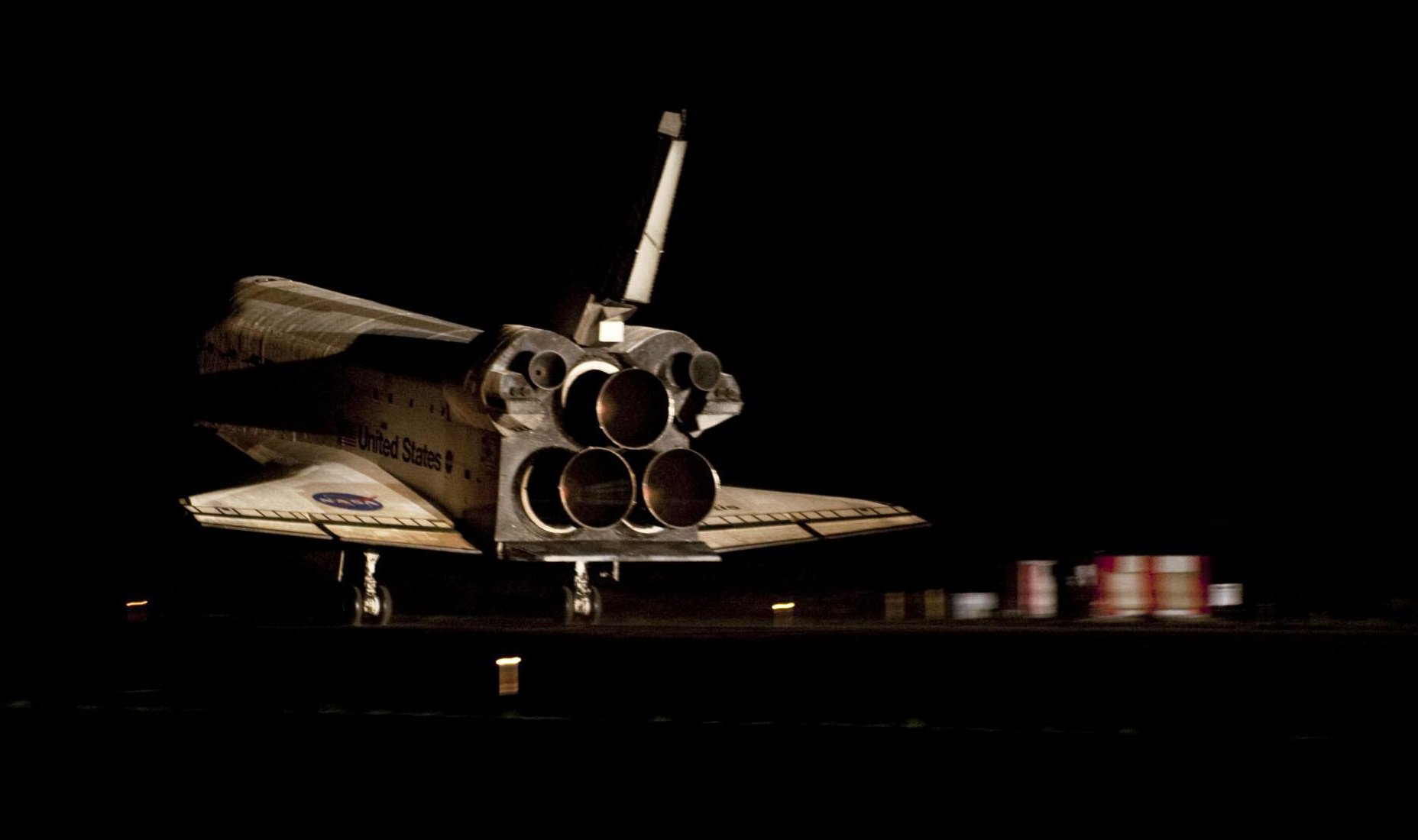
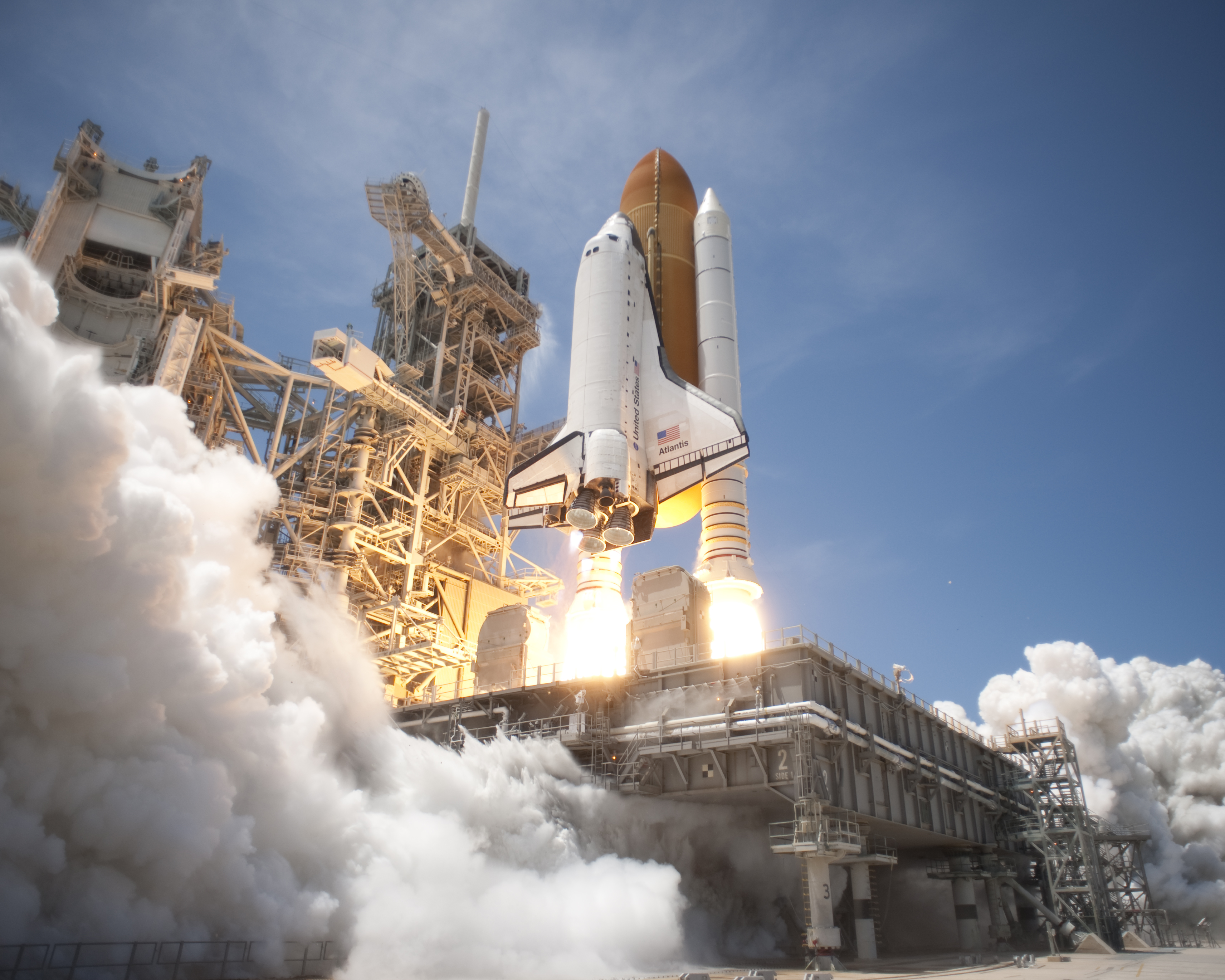
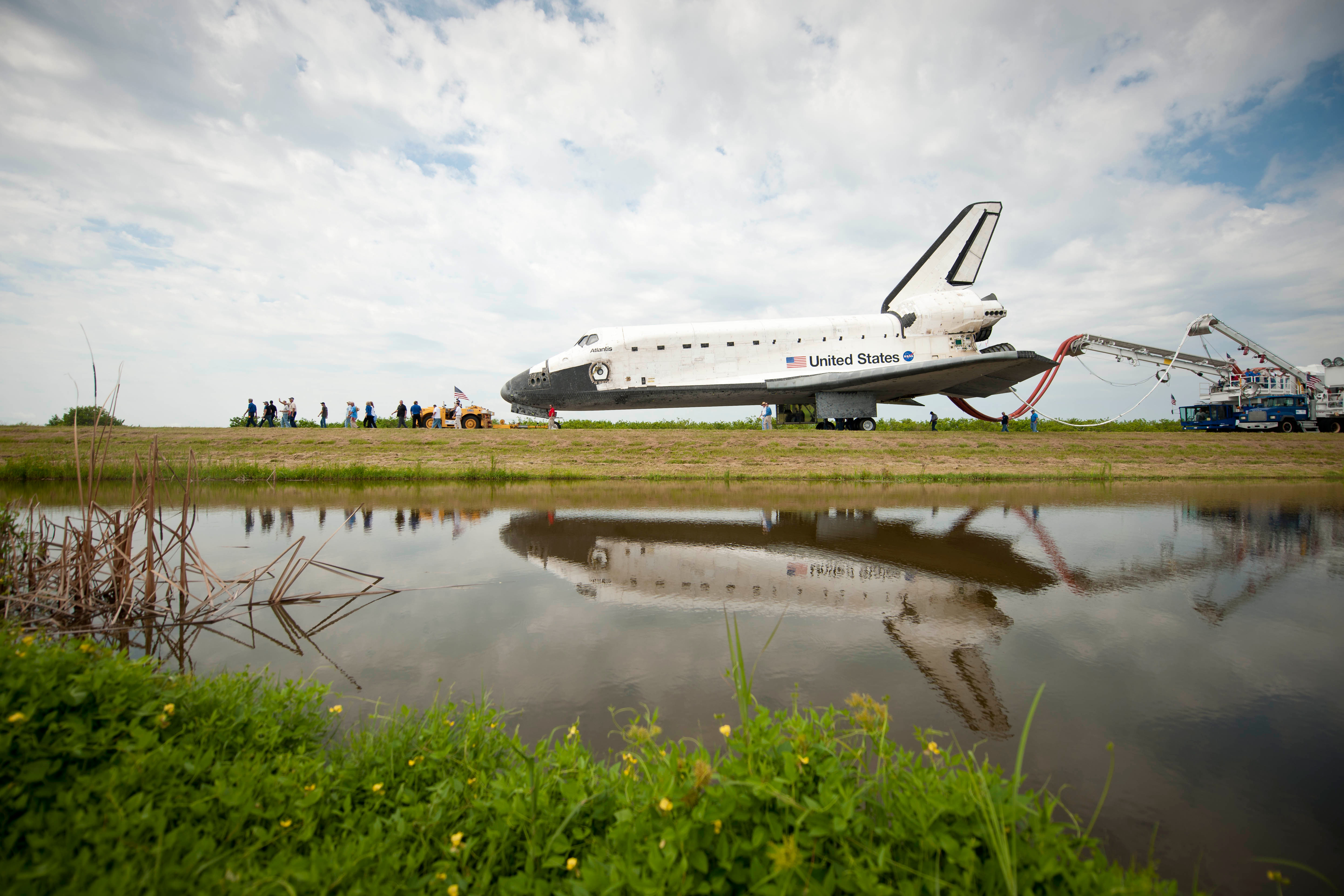
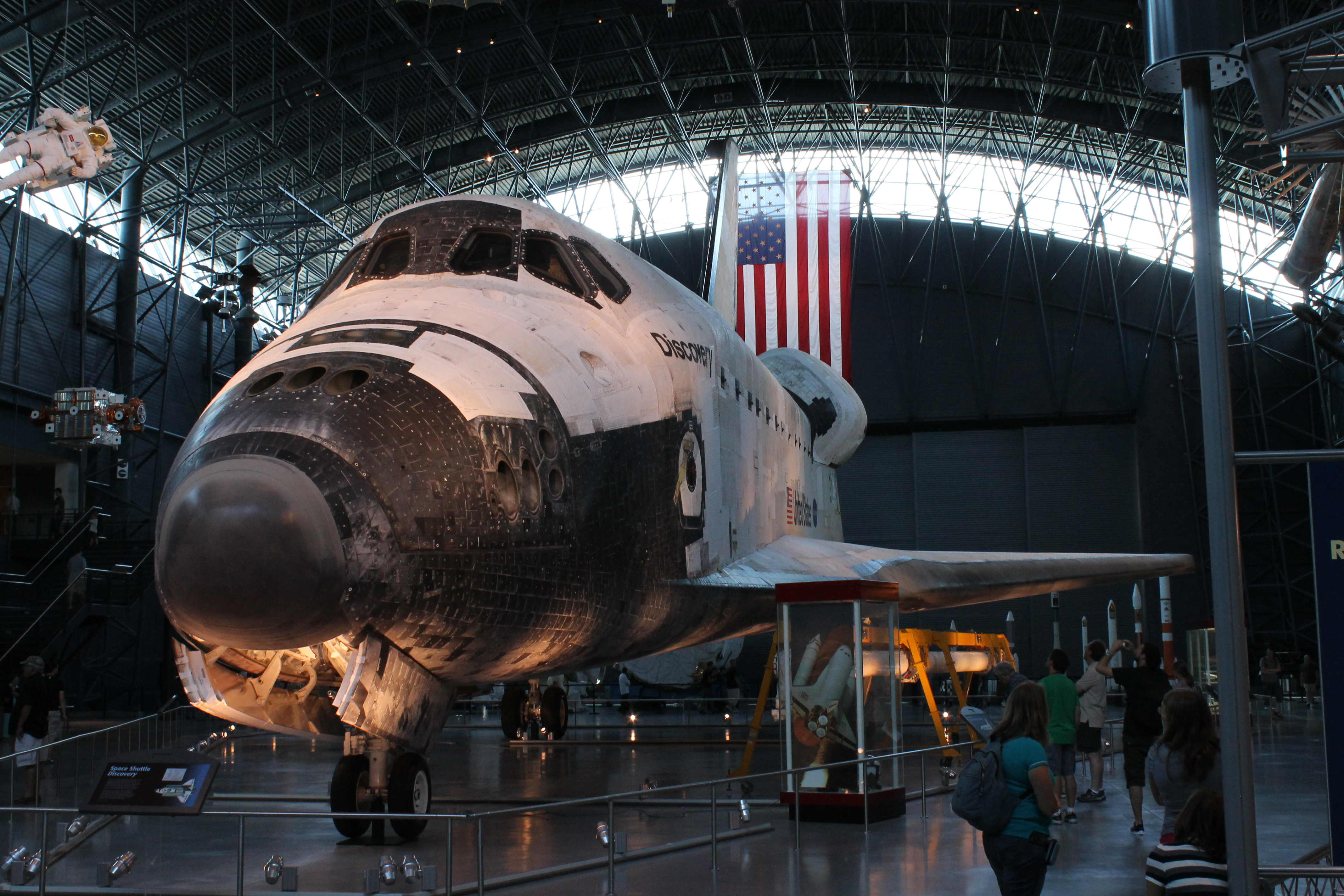
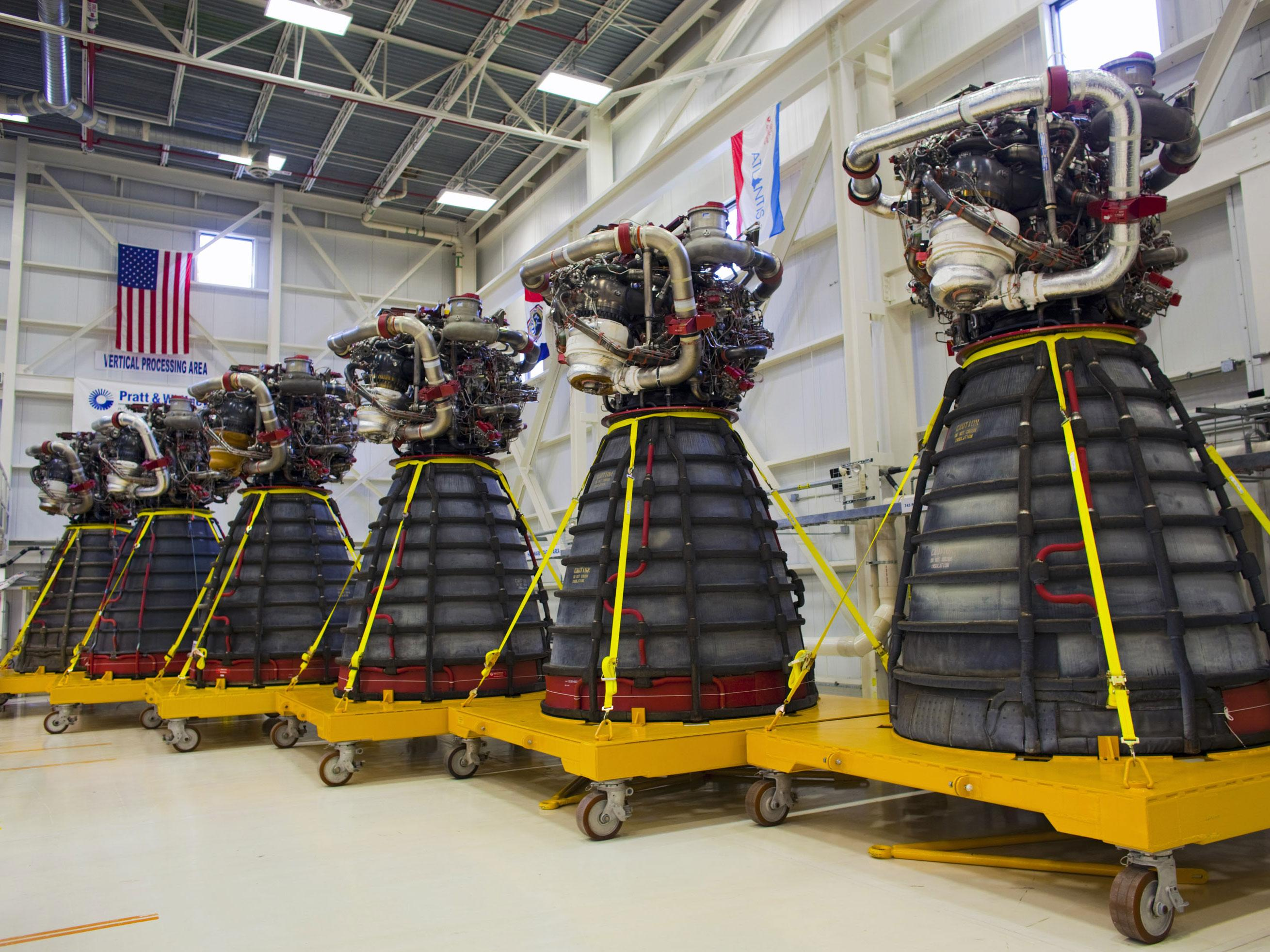